# Manfred Weikert

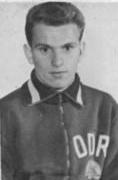
Manfred Weikert als DFV-Auswahlspieler (1964)

Manfred Weikert (* 9. September 1939) ist ein deutscher ehemaliger Fußballspieler. In Karl-Marx-Stadt und Aue spielte er in den 1960er und 1970er Jahren in der DDR-Oberliga, der höchsten Liga im DDR-Fußball.

## Sportliche Laufbahn
Vom Drittligisten Einheit Mittweida wechselte Manfred Weikert zur Saison 1962/63 zum Oberligisten SC Motor Karl-Marx-Stadt. Dieser setzte Weikert in der Hinrunde in allen dreizehn Spielen der Oberliga-Reservemannschaft ein, wo er regelmäßig in der Innenverteidigung spielte. In der Rückrunde bestritt Weikert seine ersten zehn Oberligaspiele, in denen er als rechter Verteidiger eingesetzt wurde. Zur Saison 1963/64 fusionierten die beiden Karl-Marx-Städter Oberligaclubs SC Motor und SC Wismut zum SC Karl-Marx-Stadt. Unter dem neuen Trainer Horst Scherbaum wurde Weikert Stammspieler in der Oberligamannschaft und absolvierte alle 26 Punktspiele, zunächst wieder auf der rechten, später auch auf der linken Abwehrseite. In den Spielzeiten 1964/65 und 1965/66 (Ausgliederung zum Fußballclub) kam Weikert nur zu 17 bzw. 14 Oberligaeinsätzen und spielte an den übrigen Spieltagen wieder in der Oberligareserve. 1966/67 wurde der FC Karl-Marx-Stadt DDR-Meister, Weikert hatte jedoch daran keinen Anteil, denn abgesehen von sieben Reserve-Einsätzen in der Hinrunde fiel er für den Rest der Saison völlig aus. 1967/68 bestritt Manfred Weikert seine letzte Saison in Karl-Marx-Stadt. Obwohl immer noch für den Oberligakader nominiert war, bestritt er nur am 1. und 13. Spieltag ein Oberligaspiel und kam bis zum fünften Spieltag zu drei Einsätzen in der Reservemannschaft. 
Nach 69 Oberligaspielen in Karl-Marx-Stadt wechselte Weikert zur Saison 1968/69 zum Oberligisten BSG Wismut Aue. Er eroberte sich in der Oberligamannschaft sofort als Abwehrspieler auf unterschiedliche Positionen wieder einen Stammplatz und kam in allen 26 Punktspielen zum Einsatz. Seinen Stammplatz verteidigte er bis zum Ende der Spielzeit 1972/73 und wurde in den bis dahin ausgetragenen 104 Oberligaspielen 96-mal aufgeboten. 1973/74 bestritt er nur noch die ersten zehn Punktspiele, dabei erzielte er auch sein letztes von drei Oberligatoren, die er alle für Aue geschossen hatte. 1974/75 absolvierte Weikert seine letzten sieben Oberligaspiele, daneben kam er zu zehn Punktspielen mit der 2. Mannschaft in der zweitklassigen DDR-Liga. Dort bestritt Manfred Weikert 1975/76 auch seine letzte Spielzeit im DDR-weiten Fußballspielbetrieb. Mit 22 Einsätzen auf seiner Standardposition als rechter Verteidiger gelang es ihm noch einmal Stammspieler zu werden. 
Nach 139 Oberligaspielen mit drei Toren und 32 torlosen Einsätzen in der DDR-Liga in Aue beendete Weikert 1976 seine Laufbahn als Fußballspieler im Leistungsbereich. Als Übungsleiter trainierte er später die unterklassige Fußballmannschaft von Blau-Weiß Gersdorf. Vom Chemnitzer FC wurde Weikert zum Ehrenmitglied ernannt.